# 驚異傳奇
《驚異傳奇》是衛視中文台單元劇，劇情以驚悚、懸疑、奇幻為題材，將怪誕、靈異、社會事件等元素融入劇中，具教育及醒世作用。由杜德偉串場主持。2006年5月起，每週日晚間11點播出。

## 單元、演員
| 單 元      | 單元名稱                    | 演 員（角 色） |
| 第1單元    | 意外的訪客                  | 夏于喬（小雪）、郭定文（家祥）、邱凱偉（凱文）、 彭曉彤（婷婷）、車冠德（阿龍）                                                                     |
| 第2單元    | 重複的人生                  | 路嘉欣（林心嵐/林嵐子）、管謹宗（心嵐父）、 柯以柔（雅文）、陳志朋（子浩）、王鈞浩（醫生）                                                          |
| 第3單元    | 命運懷錶                    | 張克帆（高大鈞）、白雲（鐘錶行老闆）、 馬利歐（佑人）、陳珮騏（安琪）、 楊子儀（振宇）、張沁妍（筱虹）                                              |
| 第4單元    | 魔幻識別證                  | 唐從聖（艾迪）、馬利歐（艾迪的同事李大銘）、 衛國泰（製作）、謝連壽（總經理）、 黎安琪（提供魔幻識別證之女子）                                      |
| 第5單元    | 釣水鬼                      | 溫兆宇（淹死同學）、隆宸翰（同學A/旁白）、 李鈞天（老大）、黃若白（校長）、 何明鴻（同學B）、陳天佑（同學C）                                        |
| 第6單元    | 複製四月十二                | 莊禎浩（小童/小同）、馮光榮（小同父王偉民）、 凌葳威（小同母心美）、杜滿生（霍教授）                                                                |
| 第7單元    | 作家的筆                    | 陳冠霖（作家鄭文思）、唐川（總編輯）、 劉曉梅（小芳）、成祖頤（黛葳）、郭慧康（健身教練）                                                           |
| 第8單元    | 胎教                        | 胡凱欣（小薇）、TAE（林俊良）、高山峰（志謙）、 林正力（醫師）                                                                                      |
| 第9單元    | 明日報                      | 洪其德（許仁強）、張雲喬（黎涓）、周禹侯（老者）、 鄭仲茵（曼玲）、許潔瑩（美琪）、趙舜（義雄）                                                     |
| 第10單元   | 惡魔茱麗葉                  | 六月（朱詩晨）、蔣偉文（陳浩）、張洛君（葉寬）、 文汶（莉婷）、鄭義（小劉）、張光禧（陳先生）                                                       |
| 第11單元   | 人肉餃子                    | 乾德門（老榮民）、許秀年（媽媽）、小亮哥（廟祝）、 高英軒（登山客）、蘇達（登山客）、賴子毅（登山客）、陳博正墨瑞                                   |
| 第12單元   | 雙胞胎                      | 梁修治（蔣成佐刑警）、張懷秋（調查員）、 金十二（吳承翰）、黎安琪（林青萍）、 曾世明（蕭鴻琦）、米凱莉（養母）、 白明華（青萍母）、楊德意（楊天成） |
| 第13單元   | 上道                        | 王中皇（姜彤領班）、洪瑞霞（汪婆）、葛蕾（凱莉）、 林景立（老張）、畢志綱（王大慶）                                                                 |
| 第14單元-1 | 時間線                      | 鍾欣怡（陳心齡）、李元伯（陳志剛）、 沈欣慧（童年陳心齡）、小瑾（琪琪）                                                                             |
| 第14單元-2 | 吻别                        | 葉安婷（羅麗塔）、周凱文（明亮）、 馬國賢（立達）、婕（方玲）                                                                                       |
| 第15單元   | 人皮面具                    | 韋汝（金小艾/夏秋芳變臉後）、孫兵（王璟明）、 李傑聖（曹偉欽/姚家偉變臉後）、王德生（曹偉欽父）、 文汶（劉莉婷/夏秋芳再變臉後）                     |
| 第16單元   | 靈異相機                    | 丁寧（金薇筠）、劉邦（輝聖）、楊子儀（陳正喬）、 張懷秋（鑑識員）、童毅軍（主任）                                                                   |
| 第17單元   | 過去式男人                  | 洪其德（許世光）、鍾欣怡（婷婷）、楊子儀（兇手）、 衛國泰（警察）、高麗紅（婷婷的伯母）                                                             |
| 第18單元   | 寫真手札                    | 金剛（高榮浩）、成祖頤（阿貞）、宋新妮（王詩涵）、 劉克勉                                                                                           |
| 第19單元   | 打開幸福的家門              | 佐井依玲（婷婷）、沈孟生（婷爸）、孟庭麗（婷媽）、 王惟萱、李岱瑾、黃金鳳                                                                           |
| 第20單元   | 虛擬性愛遊戲                | 何豪傑（林子傑）、王俐人（典妮）、和家馨（愛英）、 陳奥良（大衛）                                                                                   |
| 第21單元   | 超完美男人                  | 王俐人（劉小蘋）、李莫兒（可可）、周禎洋（葵）、 陳德烈（林宇翔）、楊士維（Rose）、王鈞浩（Blue）                                                   |
| 第22單元   | 巫毒娃娃                    | 佐藤麻衣（季嵐）、韓宜邦（小葉）、吳宜庭（思霓）、 李至正（杜宇）                                                                                   |
| 第23單元   | 第六個人的願望              | 林利霏（小美）、阿龐（王天凱）、余筱萍（欣穎） |
| 第24單元   | 瞬間的火柴                  | 馬利歐（阿國）、唐林（安妮）、陳宇風（阿昌）、 陳若唯（遙遙）、童毅軍（蘇經理）、 張雅棠（流浪漢）、香香（修女）、魏文良（小沈）                    |
| 第25單元   | 惡魔的肖像                  | 劉尚謙（李丞）、宋少卿（林世銘）、 宋新妮（何欣媛）、邱凱偉（魯份）                                                                                 |
| 第26單元   | 變奏童話                    | 觀月雛乃（方瑜心）、阿丹（周偉政）、 葛蕾（張佳梅）、加愛子（小娟）、蔡幼龍                                                                         |
| 第27單元-1 | 鬼計                        | 張惠春（采兒）、楊龍澤（小齊）、 張皓明（郭子）、小薰（佩如）                                                                                       |
| 第27單元-2 | 迷情殺機                    | 余菀琦（芷敏）、余筱萍（芷琳）飛輪海汪東城羅賓遜飛輪海吳尊湯普森飛輪海辰亦儒愛德華滋飛輪海炎亞綸懷特                                                |
| 第28單元-1 | 大衛的劇本 (2006.11.19播出) | 黃騰浩（陳大衛）、潘慧如（小愛）、林文鈞（BOSS）浩角翔起浩子阿爾浩角翔起阿翔萊斯                                                                    |

## 製作團隊
| 單 元                 | 導演          | 編劇          | 製作人 | 製作公司                 |
| 1.意外的訪客          | 張哲書        | 鄧莉芬        | 連長   |                          |
| 2.重複的人生          | 王曉海        | 曹晴雅/陳品蓁 | 隋愛朋 | 好事多傳播               |
| 3.命運懷錶            | 張哲書        | 鄧莉芬        | 連長   | 東霸傳播                 |
| 4.魔幻識別證          | 萬世忠        | 莫野/維君     | 連長   | 東霸傳播                 |
| 5.釣水鬼              | 林東漢        |               | 劉德蕙 | 全富傳播                 |
| 6.複製四月十二        | 林明賢        | 曹晴雅/陳品蓁 | 隋愛朋 | 好事多傳播               |
| 7.作家的筆            | 謝一德        | 維君          | 連長   | 東霸傳播                 |
| 8.胎教                | 王曉海        | 曹晴雅/陳品蓁 | 隋愛朋 | 好事多傳播               |
| 9.明日報              | 張綾育        | 劉亮佐/鄭浩平 | 趙舜   | 九龍傳播                 |
| 10.惡魔茱麗葉         | 焦峰          | 黃淑倩        | 張育敏 | 大航文化事業股份有限公司 |
| 11.人肉餃子           | 曲沛錚        | 威聖傳播      | 曲沛錚 | 威聖傳播                 |
| 12.雙胞胎             | 張哲書        | 張婉妮/兆衍   | 連長   | 東霸傳播                 |
| 13.上道               | 王理逵        | 曹晴雅/陳品蓁 | 隋愛朋 | 好事多傳播               |
| 14-1.時間線           | 萬世忠        | 編劇小組      | 賴勛彪 | 采樂視覺事業有限公司     |
| 14-2.吻别             | 汪怡昕/黃澤清 | 黃淑筠/黃澤清 | 陳繼業 | 開博國際有限公司         |
| 15.人皮面具           | 萬世忠        | 莫野          | 連長   | 東霸傳播                 |
| 16.靈異相機           | 泰格爾        | 莫野          | 連長   | 東霸傳播                 |
| 17.過去式男人         | 張哲書        | 張婉妮        | 連長   | 東霸傳播                 |
| 18.寫真手札           |               |               |        |                          |
| 19.打開幸福的家門     | 蔡孟育        | 張爍修        | 曲沛錚 | 威聖傳播                 |
| 20.虛擬性愛遊戲       | 蔡孟育        | 鄧莉芬        | 曲沛錚 | 威聖傳播                 |
| 21.超完美男人         | 陳火慶        | 鄧莉芬        | 曲沛錚 | 威聖傳播                 |
| 22.巫毒娃娃           |               |               |        |                          |
| 23.第六個人的願望     | 王曉海        | 藍海創意      | 隋愛朋 | 好事多傳播               |
| 24.瞬間的火柴         | 丁夢龍        | 維君          | 連長   | 東霸傳播                 |
| 25.惡魔的肖像         | 焦峰          | 莊媛昕        | 連長   | 東霸傳播                 |
| 26.變奏童話           | 傅永勝        | 藍海創意      | 隋愛朋 | 好事多傳播               |
| 27-1.鬼計             |               |               |        |                          |
| 27-2.迷情殺機         | Jackie        | 維君          | 連長   | 東霸傳播                 |
| 第28單元-1 大衛的劇本 | 譚隆德        | 鄧莉芬/M.X.   | 曲沛錚 | 威聖傳播                 |